# Home of the Blues
Singles de Johnny Cash
Next in Line
(1957) Ballad of a Teenage Queen
(1958)
Home of the Blues est une chanson co-écrite et originellement enregistrée par le chanteur américain Johnny Cash.
La chanson est sortie en single, avec Give My Love to Rose sur la face B, en août 1957 chez Sun Records (Sun 279). Le single a atteint la 5e place du classement country « C&W Best Sellers in Stores » du magazine musical Billboard. La chanson Home of the Blues a également atteint la 3e place du classement « Most Played C&W by Jockeys » de Billboard, tandis que Give My Love to Rose a atteint la 13e place.
Cette chanson sera aussi incluse dans le deuxième album studio de Johnny Cash, Johnny Cash Sings the Songs That Made Him Famous, qui sortira chez Sun Records en novembre de l'année suivante (1958).

## Classements
| Classement (1957)    | Meilleure position |
| -------------------- | ------------------ |
| États-Unis (Hot 100) | 88                 |